# Jean le Maréchal
 (août 2023).
Jean le Maréchal (John FitzGilbert en anglais) (mort en 1165), maréchal de la maison royale d'Angleterre, fut un petit baron anglo-normand du Wiltshire qui choisit le camp de Mathilde l'Emperesse dans la guerre civile (1139-1153) pour le trône qui opposa cette dernière à Étienne d'Angleterre. Il est le père de Guillaume le Maréchal, « le meilleur chevalier du monde ».

## Biographie
Il est le fils de Gilbert (mort avant ou en 1130), maréchal d'Henri Ier. Il est mentionné pour la première fois durant le règne de ce dernier, quand avec son père, il défend le droit familial à l'office de maréchal de la cour contre des rivaux. En 1130, il succède à son père dans ses possessions et dans son office.
À la mort d'Henri Ier en 1135, il accepte son neveu Étienne d'Angleterre pour roi. Il atteste constamment ses chartes entre 1136 et 1138, et l'accompagne dans sa visite de la Normandie en 1137. Après le soulèvement de l'ouest du royaume en 1138, Jean le Maréchal n'apparaît plus comme témoin des chartes royales. La même année, il est mentionné par les annales de Winchester comme mettant en garnison ses châteaux de Marlborough et Ludgershall qu'il semble tenir en fief ou en fermage du roi. 
En septembre 1139, Étienne est en train de l'assiéger à Marlborough quand il apprend le débarquement dans le Sussex de l'Emperesse et de son demi-frère Robert, comte de Gloucester. Pour cette période, le Gesta Stephani écrit de lui qu'il est un adhérent du parti de l'Emperesse, alors que Jean de Worcester pense qu'il soutient le roi. Cette contradiction signifie peut-être que Jean le Maréchal poursuit avant tout ses propres intérêts dans le nord du Wiltshire.
Il est clairement aux côtés de l'Emperesse après la capture d'Étienne à la bataille de Lincoln en février 1141. Il est à Oxford en juillet et au siège de Winchester en août et septembre. Avec Brian FitzCount, il mène un détachement qui escorte l'Emperesse dans sa fuite vers son château de Ludgershall, car la position de ses troupes semble intenable. Poursuivi par une forte troupe royaliste, Jean reste en arrière pour la retenir au niveau du gué de l'abbaye de Wherwell. Il est alors piégé avec ses hommes dans l'abbaye qui est incendiée, mais il tient tout de même la position et couvre la fuite de Mathilde. Dans l'Histoire de Guillaume le Maréchal, son fils relate que son père perd un œil dans cet incendie. 
Il reste dans le parti de l'Emperesse après ses événements, et son frère Guillaume dit Giffard devient le chancelier de celle-ci. Dans les années qui suivent, il est plus intéressé par l'augmentation de sa propre puissance dans le Berkshire et le Wiltshire. Il entre en conflit avec un autre membre du parti angevin, Patrice, le comte de Salisbury. Les deux hommes se livrent à une guerre privée qui vient à terme avec la défaite de Jean. Contraint à accepter un accord, il est obligé de divorcer de sa femme pour épouser Sybille, la sœur du comte. 
Vers la fin des années 1140, il est à la cour de l'Emperesse à Devizes, aux côtés d'Henri, le fils de cette dernière. En 1152, son château de Newbury, qui lui sert de poste avancé dans le Berkshire, est assiégé. Prétendant vouloir négocier, il offre son fils Guillaume en otage au roi, mais en profite pour faire rentrer provisions et renforts dans son château. Étienne lui écrit alors par messager que cette manœuvre signe l'arrêt de mort de son fils. Jean lui rétorque alors qu'« il a toujours le marteau et la forge pour faire de nombreux autres fils ». Étienne épargne l'enfant et le garde en otage à sa cour jusqu'à la paix signée l'année suivante.
Après la mort du roi Étienne en 1154, il reste un membre important de la cour d'Henri II, et celui-ci lui permet de garder ses acquisitions du règne précédent sauf le château de Ludgershall. Il semble qu'ensuite sa chance tourne, puisqu'il perd le château de Marlborough en 1158 et qu'il est en disgrâce en 1163. Il meurt en 1165, quelque temps avant la Saint-Michel (29 septembre). Les fils aînés de ses deux mariages, Gilbert et Jean, lui succèdent conjointement. Après la mort de Gilbert en 1166, Jean détient tout le patrimoine. À sa mort en 1194 c'est son cadet, le célèbre Guillaume le Maréchal qui en hérite.

## Mariage et descendance
En premières noces il épouse Aline, probable fille de Gautier Pipard. Le couple se sépare, puis leur mariage est annulé. Ensemble ils ont :
- Gilbert (mort vers octobre 1166), il succède en partie à son père en 1165 ;
- Gautier (mort en 1166), il est dit être mort de chagrin à la suite du décès de son frère.

En secondes noces, vers 1146, il épouse Sybille de Salisbury, fille de Gautier FitzEdward de Salisbury et Mathilde de Chaources. Le couple a pour enfants : 
- Jean (mort en 1194), il succède en partie à son père en 1165 et récupère tout l'héritage paternel en 1166. Il succède aussi à l'office de maréchal de la cour en 1165. Il épouse Jeanne de Port ;
- Guillaume (mort en 1219), succède à son frère dans l'office de maréchal, investi du titre de comte de Pembroke en 1199 ;
- Henri (mort en 1206), doyen du chapitre d'York en 1189, puis évêque d'Exeter en 1194 ;
- Ansel ;
- Margaret, épousa Ralph de Somerey de Dudley (Worcestershire) puis Maurice de Gant (mort en 1230) ;
- Maud, épousa Robert de Pont-de-l'Arche.

### Sources
- David Crouch, « Marshal, John (d. 1165) », dans Oxford Dictionary of National Biography, Oxford University Press, Sept 2004; online edition, May 2007. Accédé en novembre 2008.